# Saint-Guiraud
Saint-Guiraud település Franciaországban, Hérault megyében. Lakosainak száma 273 fő (2022. január 1.). Saint-Guiraud Le Bosc, Ceyras, Jonquières, Saint-Félix-de-Lodez, Saint-Jean-de-la-Blaquière és Saint-Saturnin-de-Lucian községekkel határos.

## Népesség
A település népessége az elmúlt években az alábbi módon változott:
| Lakosok száma | 126  | 128  | 171  | 223  | 210  | 209  | 221  | 250  | 259  | 273  |
|               | 1968 | 1982 | 1990 | 2006 | 2013 | 2015 | 2017 | 2019 | 2020 | 2022 |